# Serraggio quantitativo

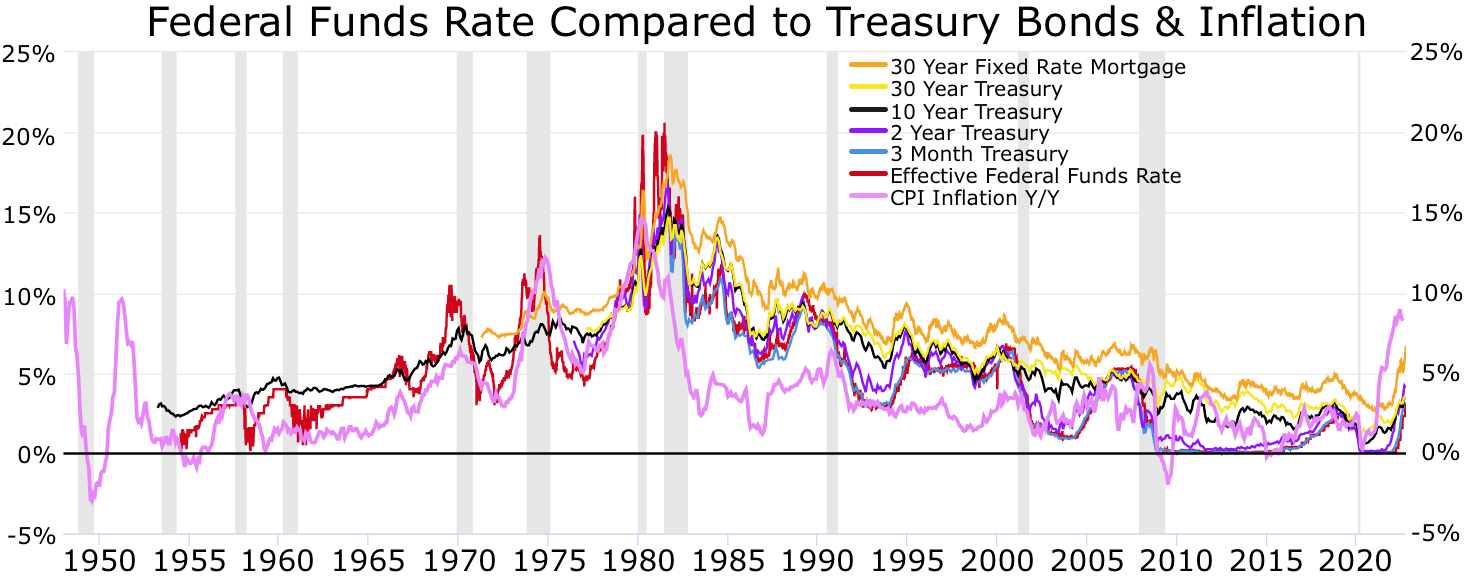
Recessioni

Il serraggio quantitativo (anche abbreviata come QT, dall'inglese quantitative tightening) è uno strumento di politica monetaria restrittiva applicato dalle banche centrali per diminuire la quantità di liquidità o offerta di moneta nell'economia.

## Descrizione
Una banca centrale attua un inasprimento quantitativo riducendo le attività finanziarie che detiene nel proprio bilancio vendendole sui mercati finanziari: questo riduce i prezzi delle attività e aumenta i tassi di interesse. Il QT è l'opposto del quantitative easing (o QE), in cui la banca centrale emette denaro e lo utilizza per acquistare attività al fine di aumentare i prezzi delle attività stesse e così stimolare l'economia. Il QT è utilizzato raramente dalle banche centrali ed è stato impiegato solo dopo periodi prolungati di stimolo, come nel caso del put di Greenspan, dove la creazione di eccesso di liquidità da parte delle banche centrali ha portato infine a un rischio di inflazione incontrollata (ad esempio 2008, 2018 e 2022).

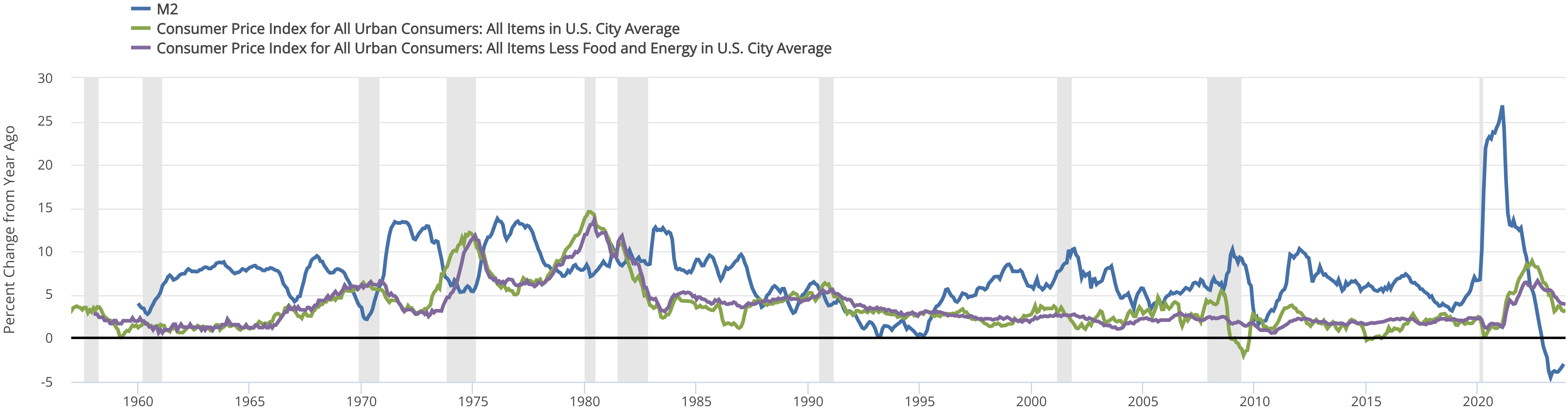
(Variazione percentuale rispetto all'anno precedente) Offerta di moneta M2

## Storia
L'allentamento quantitativo è stato applicato in maniera massiccia dalle principali banche centrali per contrastare la Grande Recessione iniziata nel 2008. I tassi prime sono stati portati a zero; alcuni tassi sono successivamente entrati in territorio negativo. Ad esempio, per combattere l' inflazione molto bassa o la deflazione causate dalla crisi economica, la Banca centrale europea, che sovrintende alla politica monetaria per i paesi che utilizzano l'Euro, ha introdotto tassi negativi nel 2014. Anche le banche centrali di Giappone, Danimarca, Svezia e Svizzera hanno fissato tassi negativi.
L'obiettivo principale del QT è normalizzare (cioè aumentare) i tassi di interesse al fine di evitare l'aumento dell'inflazione, aumentando il costo di accesso al denaro e riducendo la domanda di beni e servizi nell'economia.
Nel 2018, la Federal Reserve ha iniziato a ritirare parte del debito in bilancio, avviando un inasprimento quantitativo. Nel 2019, meno di un anno dopo l'inizio del QT, le banche centrali, inclusa la stessa Federal Reserve, hanno posto fine alla stretta quantitativa a causa delle condizioni di mercato negative che si sono verificate subito dopo.
Nel dicembre 2021 Jerome Powell, presidente della Federal Reserve, è stato segnalato per essere sotto pressione nel rallentare gli acquisti di allentamento quantitativo (QE) e titoli garantiti da ipoteca (MBS) a causa della forte inflazione con la lettura dell'IPC nel novembre 2021 che ha raggiunto un record- rompendo il 6,8% secondo il Bureau of Labor Statistics, il livello più alto in 40 anni. Bloomberg News ha definito Powell "il capo dello stato di Wall Street", come riflesso di quanto fossero dominanti le azioni di Powell sui prezzi delle attività e quanto fossero redditizie le sue azioni per Wall Street.

## Effetto sui prezzi delle attività
Mentre il QE ha causato il sostanziale aumento dei prezzi delle attività nell'ultimo decennio, il QT potrebbe causare effetti ampiamente compensativi nella direzione opposta. Per mitigare l'impatto sui mercati finanziari della pandemia di COVID-19, Powell ha accettato l'inflazione dei prezzi delle attività come conseguenza delle azioni politiche della Fed. Powell è stato criticato per aver utilizzato livelli elevati di allentamento quantitativo diretto e indiretto poiché le valutazioni hanno raggiunto i livelli visti l'ultima volta ai picchi delle bolle precedenti.